# シュヴェービッシュ・ハル郡
シュヴェービッシュ・ハル郡 (ドイツ語: Landkreis Schwäbisch Hall、アレマン語: Landchrais Schwäbisch Hall) は、ドイツ連邦共和国バーデン＝ヴュルテンベルク州の郡。シュトゥットガルト行政管区のハイルブロン＝フランケン地域連合に属す。北は、マイン＝タウバー郡、東はバイエルン州のアンスバッハ郡、南はオストアルプ郡、南西はレムス＝ムル郡およびハイルブロン郡、西はホーエンローエ郡と境を接している。

## 地理
シュヴェービッシュ・ハル郡は、ホーエンローエ平野の一角を占め、シュヴァーベン＝フランケンの森（マインハルトの森）に面し、フランケン高原の一部を成す。ネッカー川の2つの支流ヤクスト川とコッハー川が郡域を貫いて流れている。

## 歴史
シュヴェービッシュ・ハル郡の歴史は、かつての帝国自由都市シュヴェービッシュ・ハルがヴュルテンベルクに併合された1803年に創設された同名のオーバーアムト（上級地方行政機関）に由来する。その後様々な曲折を経て、1938年にシュヴェービッシュ・ハル郡となった。1973年1月1日の市町村再編の際に、廃止されたクライルスハイム郡と、それまでバックナング郡に属していたガイルドルフの領域が合併し、拡大された。さらに、ホーエンローエ郡およびハイルブロン郡から4つの村が移管された。クライルスハイム郡は、1810年に創設された、やはり同名のヴュルテンベルクのオーバーアムトから、同じ1938年に創設された郡であった。ガイルドルフ周辺地区は1938年まで独立したオーバーアムトであったが、この時点で廃止され、バックナング郡とシュヴェービッシュ・ハル郡に分割されていた。市町村再編の施行後、シュヴェービッシュ・ハル郡は、9つの市を含む30市町村を有し、そのうち2つは大規模郡都市（シュヴェービッシュ・ハルとクライルスハイム）となった。最大の都市は、シュヴェービッシュ・ハルであり、最も小さな村はヴォルパーツハウゼンである。

### 人口推移
国勢調査(¹)、あるいはバーデン＝ヴュルテンベルク州の統計局の資料に基づく、この地域の人口推移は以下の通り。
| 年              | 人口    |
| --------------- | ------- |
| 1973年12月31日  | 152,473 |
| 1975年12月31日  | 151,046 |
| 1980年12月31日  | 150,601 |
| 1985年12月31日  | 151,104 |
| 1987年5月27日 ¹ | 154,041 |

| 年             | 人口    |
| -------------- | ------- |
| 1990年12月31日 | 164,132 |
| 1995年12月31日 | 180,648 |
| 2000年12月31日 | 185,728 |
| 2005年12月31日 | 189,580 |
| 2010年12月31日 | 188,420 |
| 2015年12月31日 | 191,614 |

## 行政
郡は、郡議会と郡長により運営されている。郡議会は、5年ごとに有権者の投票で選ばれる。委員会が8年に1度、郡長の選挙を行う。郡長は、郡の法的な代表者であると同時に、郡議会およびその委員会の議長をも務める。郡庁および郡職員を司る。その職責は、郡議会を準備し議員を招集すること、および決議事項を執行することである。郡長は委員会においては投票権を持たない。

### 郡長
市町村再編時期以後の郡長を列記する。
- 1960年 - 1987年: ローランド・ビザー
- 1988年 - 2003年: ウルリヒ・シュテュックル
- 2004年 - : ゲルハルト・バウアー

### 郡議会
2019年の郡議会選挙の政党別得票率とそれに基づく議席数は以下の通りである。
| 政党      | 得票率 (%) | 議席数 |
| --------- | ---------- | ------ |
| CDU       | 20.8       | 12     |
| GRÜNE     | 18.4       | 10     |
| SPD       | 14.1       | 8      |
| FDP       | 9.0        | 5      |
| AfD       | 5.0        | 3      |
| DIE LINKE | 2.7        | 1      |
| ÖDP       | 3.6        | 2      |
| WV        | 26.6       | 17     |

### 紋章
紋章の基部は、銀と黒の市松模様に四分割。その上部は銀地で、黒い農場鈎と筏鈎が斜め十字に組み合わされている。その上方には中に銀の十字が描かれた赤い円盤状のもの。（1974年4月25日から使用している）
ツォーレルン家の市松模様は、旧クライルスハイム郡の大部分を昔統治していたブランデンブルク＝アンスバッハ辺境伯を示している。農場鈎はクライルスハイム市の紋章である。筏鈎は、郡域の南部を治めていたリムプルク伯の紋章にちなんだもの。円盤は、「ヘラー硬貨」を示している。シュヴェービッシュ・ハルは、シュタウフェン家の時代に貨幣の鋳造所が置かれ、それにちなんでこの硬貨にはヘラーという名が付いたのである。

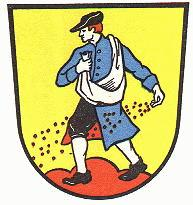
旧シュヴェービッシュ・ハル郡の紋章

市町村再編前の旧シュヴェービッシュ・ハル郡では、これとは異なる紋章が用いられていた。それは、金地で、3つ峰のある赤い山の上にゆったりと歩きながら種をまく農夫が描かれたもの。農夫は、赤い裏地の青い上着を着、黒い膝丈のズボン、靴、帽子、銀のタイツと銀の肩掛け袋を身につけている。この紋章は、1928年11月29日に旧オーバーアムト・シュヴェービッシュ・ハルで採択されたものであった。この紋章には、フランケン風の衣装がみられ、また農業地帯であることが象徴的に描き出されている。黒と金はヴュルテンベルクの色、金と赤は帝国自由都市の色である。

## 友好地区
- デリッチュ郡（ドイツ、ザクセン州）
- ザモシチ郡（ポーランド、ルブリン県）

## 経済と社会資本

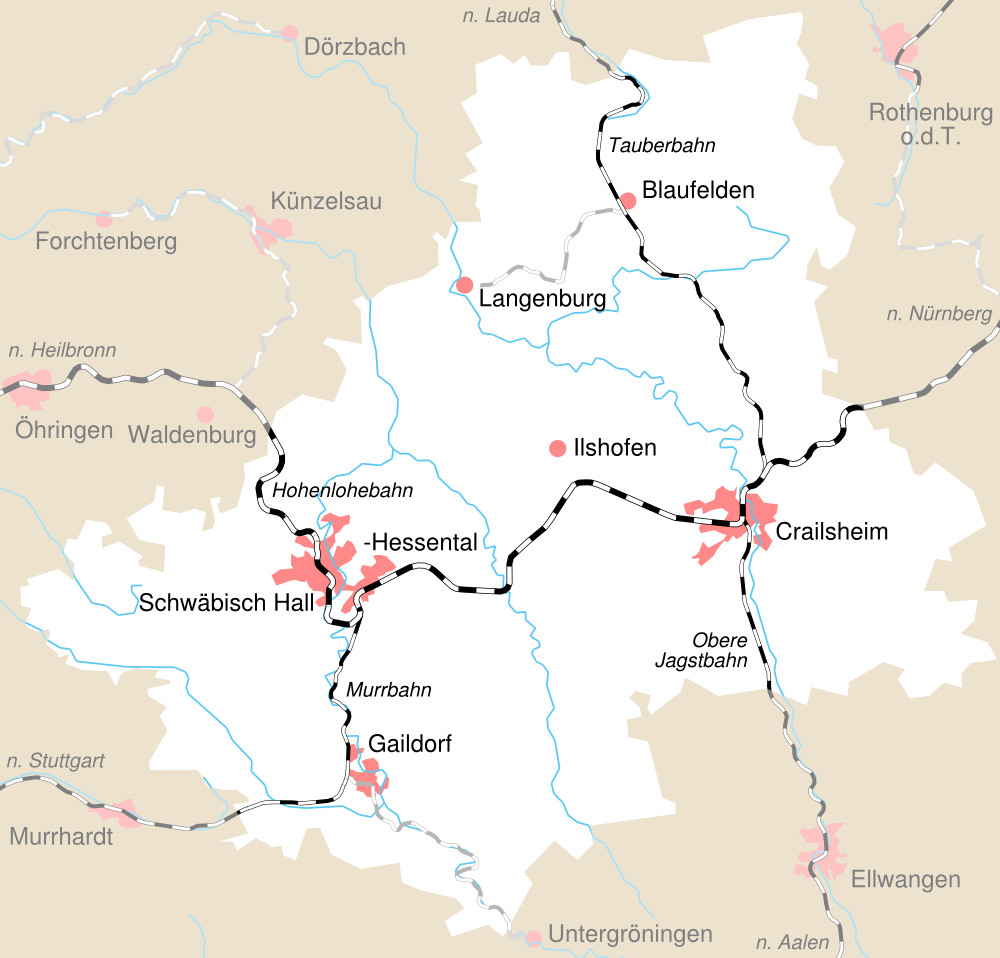
郡内の鉄道路線

### 交通
ヴュルテンベルク王国の国営鉄道は1862年に、まずはハイルブロンからシュヴェービッシュ・ハルまでの「コッハー線」と呼ばれる（現在はホーエンローエ線と呼ばれる）路線を開通させた。1867年にこの路線はクライルスハイムまで延長され、アーレンからここまですでに開通していたオベーレ・ヤクスト線と接続した。一方、クライルスハイムから逆のバート・メルゲントハイムやラウダ方面へは1869年に延長された。1875年には、バイエルン州のフランケン方面へアンスバッハ経由でニュルンベルクまでが接続された。さらに1879年から1880年にシュトゥットガルトまでを結ぶムルタール線が開通した、この路線は、シュヴェービッシュ・ハル近郊のヘッセンタールでガイルドルフ、バックナング方面へ分岐する。
1900年の初め、タウバー線の支線として、ブラウフェルデンからランゲンブルクを結ぶ路線が開通した。1903年には、ガイルドルフ西駅からコッハー川の渓谷沿いにウンターグレーニンゲンまでを結ぶオベーレ・コッハータール線がヴュルテンベルク鉄道会社により開通した。しかし、2000年からこの路線は、旅客運行を停止している。ブラウンフェルデン - ランゲンブルク間は1963年にはすでに休業している。郡内の幹線鉄道網は全長112kmである。
郡域の南部をアウトバーンA6号ハイルブロン - ニュルンベルク線が走っている。また、A7号ウルム - ヴュルツブルク線も郡域南東のフィヒテナウ付近をほんのわずかではあるが通っている。さらに多くの連邦道、州道、郡道が郡内を走っている。主な連邦道としては、シュヴェービッシュ・ハル - シュトゥットガルト間を走るB14号線、シュヴェービッシュ・ハル - ヴュルテンベルク間を結ぶB19号線、アーレン - バート・メルゲントハイム間のB290号線がある。

## 市町村
| 市 - クライルスハイム (Crailsheim 36,239) - ガイルドルフ (Gaildorf 12,361) - ゲーラブロン (Gerabronn 4,520) - イルスホーフェン (Ilshofen 7,115) - キルヒベルク・アン・デア・ヤクスト (Kirchberg an der Jagst 4,567) - ランゲンブルク (Langenburg 1,886) - シュロツベルク (Schrozberg 5,947) - シュヴェービッシュ・ハル (Schwäbisch Hall 42,743) - フェルベルク (Vellberg 4,752) 町村 - ブラウフェルデン (Blaufelden 5,441) - ブラウンスバッハ (Braunsbach 2,631) - ビューラータン (Bühlertann 3,084) - ビューラーツェル (Bühlerzell 2,129) - フィヒテナウ (Fichtenau 4,587) - フィヒテンベルク (Fichtenberg 3,008) - フランケンハルト (Frankenhardt 5,061) - クレスベルク (Kreßberg 4,065) - マインハルト (Mainhardt 6,166) - ミヒェルバッハ・アン・デア・ビルツ (Michelbach an der Bilz 3,542) - ミヒェルフェルト (Michelfeld 3,902) - オーバーロート (Oberrot 3,576) - オーバーゾントハイム (Obersontheim 5,532) - ローゼンガルテン (Rosengarten 5,288) - ロート・アム・ゼー (Rot am See 5,742) - ザッテルドルフ (Satteldorf 5,835) - シュティムプファッハ (Stimpfach 3,092) - ズルツバッハ＝ラウフェン (Sulzbach-Laufen 2,540) - ウンターミュンクハイム (Untermünkheim 3,119) - ヴァルハウゼン (Wallhausen 3,826) - ヴォルパーツハウゼン (Wolpertshausen 2,425) ( )内の単位のない数値は、2023年12月31日現在の人口。 | 行政共同体 - ブラウンスバッハ＝ウンターミュンクハイム自治体行政連合: ブラウンスバッハ、ウンターミュンクハイム - クライルスハイム行政共同体: クライルスハイム、フランケンハルト、ザッテルドルフ、シュティムプファッハ - フィヒテナウ自治体行政連合: フィヒテナウ、クレスベルク - ゲーラブロン行政共同体: ゲーラブロン、ランゲンブルク - イルスホーフェン＝フェルベルク自治体行政連合: イルスホーフェン、フェルベルク、ヴォルパーツハウゼン - リムプルガーラント自治体行政連合: ガイルドルフ、フィヒテンベルク、オーバーロート、ズルツバッハ＝ラウフェン - オベーレス・ビューラータール自治体行政連合: オーバーゾントハイム、ビューラータン、ビューラーツェル - ブレッタハ／ヤクスト自治体行政連合: ロート・アム・ゼー、キルヒベルク・アン・デア・ヤクスト、ヴァルハウゼン - シュヴェービッシュ・ハル行政共同体: シュヴェービッシュ・ハル、ミヒェルバッハ・アン・デア・ビルツ、ミヒェルフェルト、ローゼンガルテン |

## 引用
1. 1 2  Statistisches Landesamt Baden-Württemberg – Bevölkerung nach Nationalität und Geschlecht am 31. Dezember 2023 (CSV-Datei)
2. ↑  “Ergebnis der Kreistagswahlen 2019 mit Vergleichsangaben von 2014 - Landkreis Schwäbisch Hall”. 2021年4月30日閲覧。